# وريد وداجي ظاهر خلفي
الوريد الوداجي الظاهر الخلفي (بالإنجليزية: Posterior external jugular vein)‏ يبدأ عند الجزء القذالي في مؤخرة الرأس، ويقوم بإرجاع الدم من جلد والعضلات السطحية في الجزء العلوي والخلفي للرقبة الواقعة بين العضلة الطاحلة والعضلة الشبه منحرفة.